# Ernst Leberecht von Arnstedt
Ernst Lebrecht von Arnstedt (1705 i Sachsen – 9. maj 1791 i Sachsen) var en tysk officer i dansk tjeneste.
Han havde været generalintendant i den preussiske armé, før han, vistnok ved Hærens omdannelse 1764, blev ansat i Danmark som generalløjtnant 12. marts samme år og chef for Kronprinsens Regiment. 1765 blev han kaldet til medlem af Generalkrigsdirektoriet, som general Claude-Louis de Saint-Germain oprettede, og efter at denne var blevet styrtet, var det Arnstedts plan til fodfolkets omdannelse, som blev vedtaget af kongen 1766. I den nye krigsstyrelse blev han deputeret i Det høje Krigsråd 11. september 1766 og 22. oktober samme år formand for Generalkrigskommissariatet for Landetaten. Han var en i sin tid på grund af sin administrative dygtighed meget anset mand. Han blev Ridder af Dannebrog 1766 og afskediget med pension
1. april 1767. Han døde i Sachsen 9. maj 1791.